# Christianity Today
Christianity Today ist eine US-amerikanische evangelikale Zeitschrift. Sie wird von Christianity Today International herausgegeben, hat eine Auflage von 180.000 (1998) und erreicht nach eigenen Angaben eine Leserschaft von 300.000 Personen.
Zu den Autoren gehören unter anderem Theologen wie John Stott, Philip Yancey und Ben Witherington, zu den beratenden Editoren Alister McGrath, Edwin M. Yamauchi und Thomas C. Oden.

## Geschichte
Christianity Today wurde 1956 von Billy Graham als Gegenpol zu The Christian Century, der führenden unabhängigen Zeitschrift des Mainline-Protestantismus, gegründet. Zu den Autoren gehörten bereits in den ersten Jahren führende evangelikale Theologen wie F. F. Bruce, Edward John Carnell, Frank Gaebelein, Walter Martin und John Warwick Montgomery.